# Chiesa di Santa Maria Assunta (Pieve di Coriano)
La chiesa di Santa Maria Assunta è la parrocchiale di Pieve di Coriano, frazione del comune sparso di Borgo Mantovano, in provincia e diocesi di Mantova; fa parte del vicariato foraneo Madonna della Comuna. 
Internamente, ospita affreschi di scuola veneta databili ai secoli XIV e XV.

## Storia e descrizione

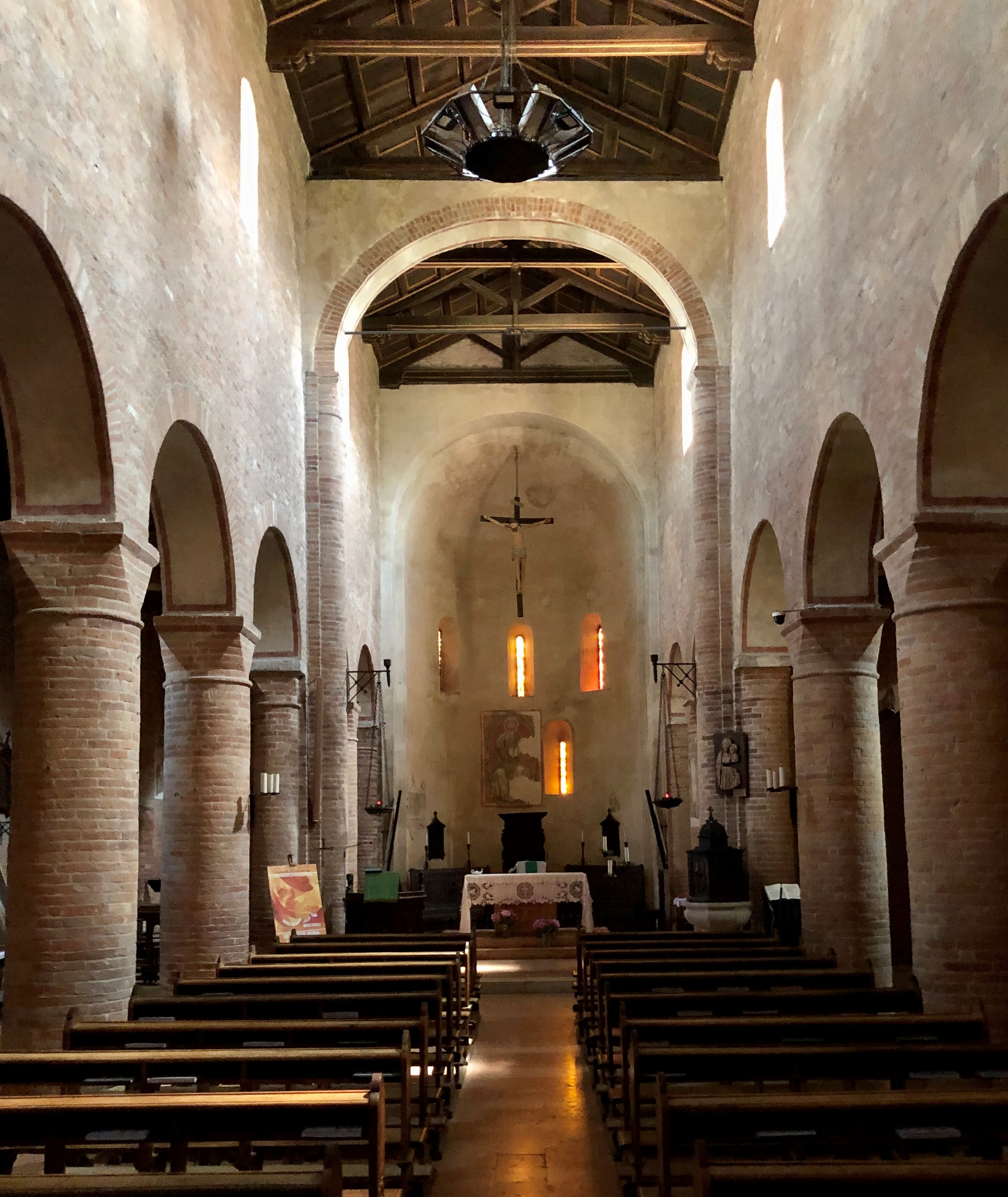
Interno della chiesa di Pieve di Coriano

La tradizione afferma che la chiesa fu costruita tra il 1082 e il 1085, per volere di Matilde di Canossa. Questa attribuzione risale al 1612 nella Historia ecclesiastica di Mantova dove il Donesmondi attribuisce l'edificazione della chiesa a Matilde, assieme ad altre chiese del territorio.
Il Donesmondi affermò questa data riprendendo l'iscrizione da una lapide presente sulla facciata della pieve, visibile ancora oggi, dove sta scritto "D.O.M. ET B. MARIAE V. IN COELUM ASSUMPTAE ERECTA A.D. 1082 A CONTISSA MATHILDE". Secondo un'analisi storica questa lapide non può essere ritenuta originale dell'XI secolo, ma risale al cinquecento. L'ipotesi è che questa iscrizione sia stata realizzata durante il restauro del 1538.
Storicamente, quindi, non ci sono documenti che attestano una data certa di costruzione della chiesa, ma sulla base degli elementi architettonici si può affermare che la pieve venne eretta nell'XI secolo.
La chiesa è in stile romanico, costruita in laterizio ed è composta da tre navate e da tre absidi semicircolari.
Il restauro Cinquecentesco
Nel 1538 ad opera del canonico Sicheo degli Uberti la chiesa venne ristrutturata. La struttura della chiesa romanica a tre navate non subì sostanziali alterazioni. Da quanto documentato si può affermare che le tre absidi pur rimanendo quasi intatte subirono opere di restauro che comportarono l'apertura di nuove finestre nell'abside centrale e la costruzione del campanile sull'abside destra. Sulla fiancata sinistra vennero aperte due finestre e a questa fu affiancata la costruzione della cappella di San Bernardo degli Uberti. Sulla navata centrale vennero costruite delle volte e vennero chiuse le monofore. La facciata della chiesa subì le maggiori modificazioni: le semi-colonne e i contrafforti originali vennero tagliati e la facciata venne totalmente lisciata per poi essere ricoperta da nuovi mattoni. L'interno venne quasi totalmente intonacato e affrescato. Questo elementi giunsero fino al 1911, anno in cui vennero avviati i lavori di restauro e di ripristino dello stile romanico.
Recupero dello stile romanico del 1911
Tra il 1909 e il 1911 iniziarono i lavori di restauro per il ritorno allo stile romanico.
Questi hanno comportato: l'abbattimento della facciata cinquecentesca e il rifacimento, della stessa, in stile romanico, la demolizione della volta, la chiusura delle finestre aperte nel cinquecento e riapertura delle monofore. Anche l'intonaco e gli affreschi rinascimentali vennero quasi totalmente scostati per ridare alla pieve il classico stile romanico di pietra a vista. Solo alcuni affreschi vennero salvati e sono ancora oggi visibili.
A seguito di ricerche condotte (Magri,1984 e Golinelli 2002) è possibile affermare che dell'originale pieve, pur avendo subito alcuni restauri, sono solo la struttura a tre navate e le tre absidi. Della facciata romanica, ricostruita nel restauro del novecento, le uniche parti che rispecchiavano la chiesa originale riguardano le quattro semi-colonne e i due contrafforti laterali.
L'interno e gli affreschi
Nell'abside maggiore si trova un unico affresco risalente al XII secolo, che raffigura il Cristo Pantocratore. Sopra il crocefisso del 1300, molto particolare è l'espressione del volto. 
Nell'abside sinistra si trova il tabernacolo. Gli affreschi della volta, risalenti al XVI secolo raffigurano Cristo, con in mano il Vangelo e circondato dai simboli dei quattro evangelisti. Nella navata sinistra sono presenti la Madonna col bambino, frammenti di Sant' Agnese e San Donato. Altro affresco raffigura Santa Caterina, Sant'Antonio abate e la Madonna del latte.

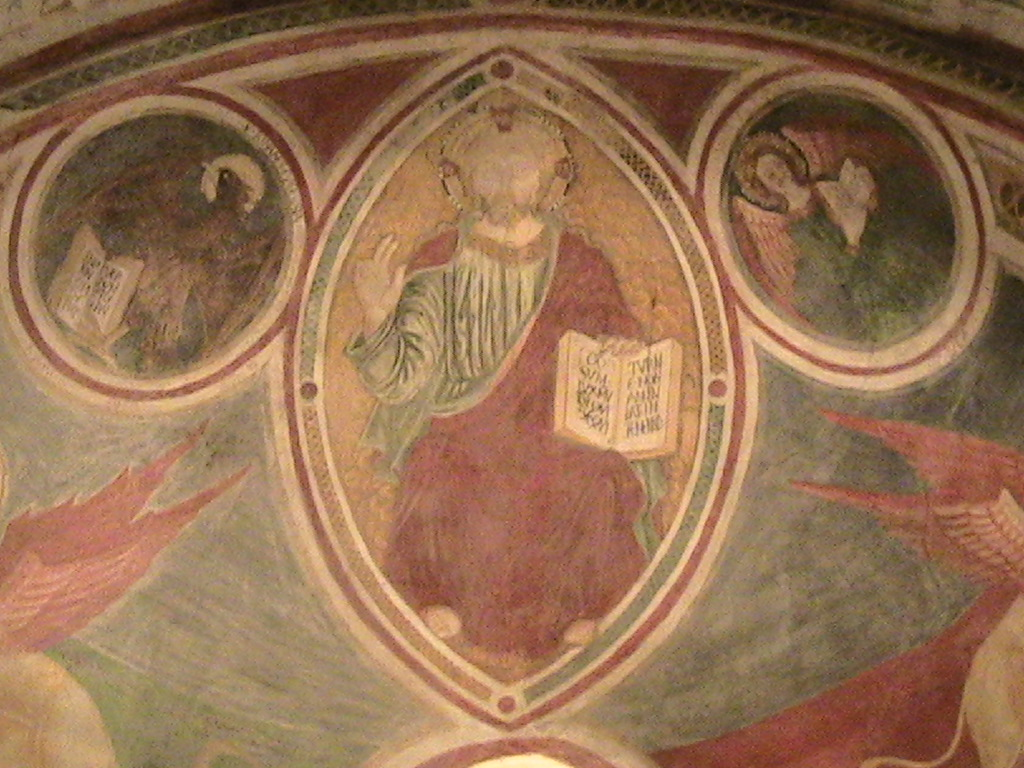
Affresco XV secolo della volta dell'abside sinistra

L'abside destra richiama la figura di Gesù. Gli affreschi presenti mostrano la Crocifissione di Cristo e il mistero eucaristico. Sotto le raffigurazioni di due santi: San Pietro e San Bernardino. Nella navata di destra, in un affresco è raffigurata la Madonna con Bambino assieme ai due santi patroni di Pieve: San Sebastano e San Rocco. Altro affresco presente in questa navata è La cena di Cristo in casa di Marta e Maria di Betania.
L'altare Cinquecentesco

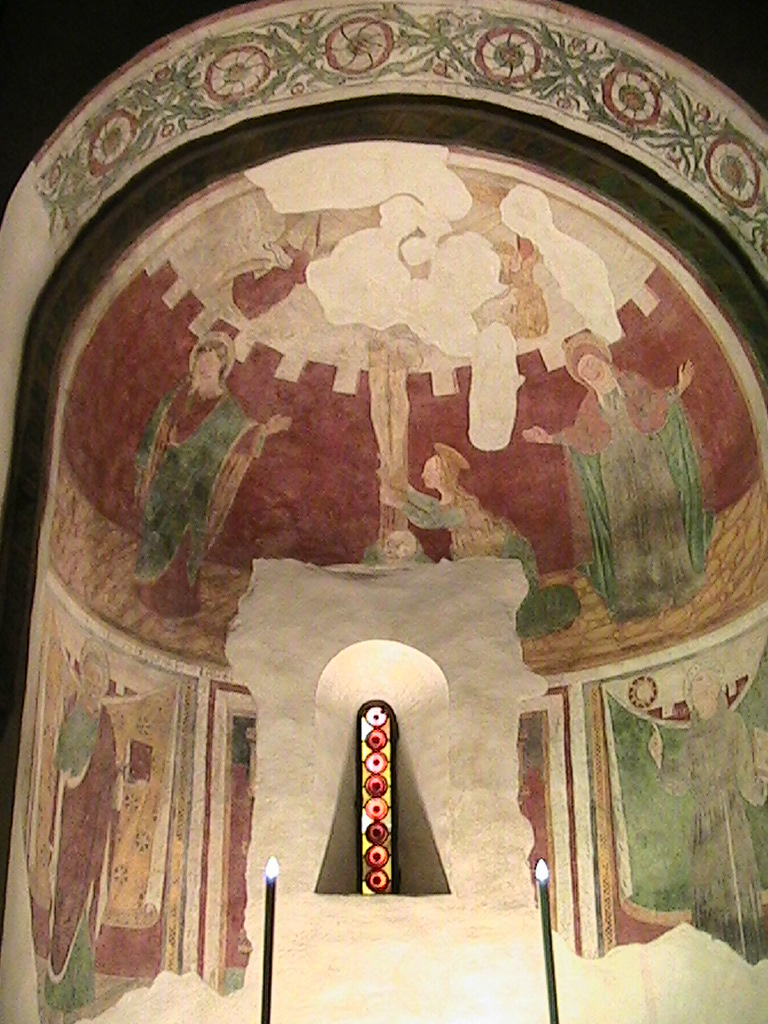
Abside destra: Crocifissione, San Bernardino e San Pietro

L'altare di legno venne realizzato tra la fine del Cinquecento e l'inizio del Seicento. Collocato nella navata destra fa da cornice all'affresco della Madonna col Bambino, raffigurata assieme ai due santi protettori di Pieve: San Sebastiano e San Rocco.

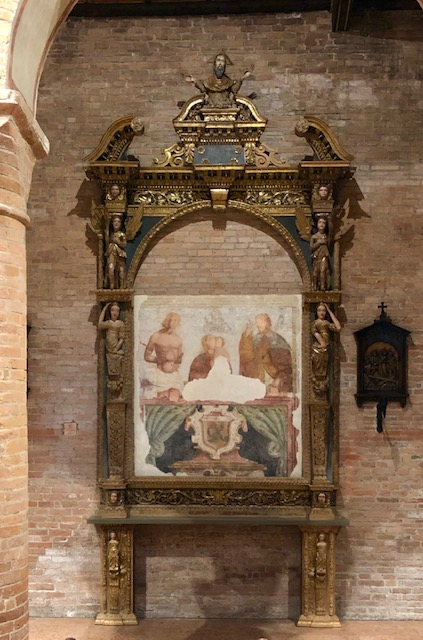
Altare Cinquecentesco

Venduto nel 1932 dell'allora parroco Don Alfredo Azzoni, per finanziare la costruzione del campanile, nel 2020 è stato riportato nella sua collocazione originale.
Il Campanile e due cappelle
Il campanile in stile neo-romanico fu eretto dal 1930 al 1934 per volontà di don Alfredo Azzoni. Riproduce gli elementi architettonici della facciata della chiesa. La torre è alta 35 metri. La costruzione poggia su un basamento antico rinvenuto durante gli scavi. Interessante è la scritta presente sulla facciata “Monumentum providentiae” che ricorda come in anni critici e difficoltà economiche, grazie alla volontà e all'aiuto di tutti i pievesi sia stata possibile la costruzione del campanile.
Oltre al campanile, sempre per volontà del parroco Azzoni, vennero costruite due cappelle: sulla sinistra la cappellina dei Santi nel 1952 e sulla destra la sagrestia nel 1953. Queste sono poste a diversi metri dalla chiesa e collegate da un corridoio.
Il terremoto del 2012
A causa del terremoto dell'Emilia del 20 e del 29 maggio 2012, nella chiesa si sono gravemente danneggiate cinque volte degli archi. Durante l'estate sono stati eseguiti i lavori di recupero e consolidamento. L'8 dicembre 2012, giorno dell'Immacolata Concezione, la chiesa è stata riaperta.
L'oratorio parrocchiale
Il 27 gennaio 2007 è stato inaugurato l'oratorio Giovanni Paolo II, che si trova in piazza Aldo Moro, nei pressi della chiesa.